# デリーに行こう!
『デリーに行こう!』（デリーにいこう!、原題：Chalo Dilli）は、2011年に公開されたインドのロードムービー。シャシャーント・シャーが監督を務め、ララ・ダッタ、ヴィナイ・パターク、アクシャイ・クマール、マヒカ・シャルマが出演している。ダッタの夫マヘシュ・ブパシの経営する映画製作会社ビッグ・ダディ・プロダクションが製作に参加しており、ムンバイ、デリー、ジャイプルで撮影が行われた。
映画はジョン・ヒューズ監督・製作の『大災難P.T.A.』の影響を受けている。2014年に続編『Chalo China』の製作が発表されたが、資金不足のため製作が延期された。

## キャスト
- ミヒカ・バナジー - ララ・ダッタ
- マヌ・グプタ - ヴィナイ・パターク（英語版）
- ヴィクラム・ラトレ中佐 - アクシャイ・クマール
- スレンドラ・ミスラ警部 - パンカージ・ジャー（英語版）
- K・C・パント - ブレジェンドラ・カラ（英語版）
- バイロン・シン・グルジャール - ラーフル・シン（英語版）
- アリシャ - マヒカ・シャルマ（英語版）
- ゴピ - ガウラヴ・ゲラ（英語版）
- ライラ - ヤナ・グプタ（英語版）
- バイヤジ/シュリヴァスタヴァ・ジー - テディ・モーリャ（英語版）

## 評価
ザ・タイムズ・オブ・インディアでは3.5/5の星、インディア・ウィークリーでは2.5/5の星、Rediff.comでは1.5/5の星を与えている。